# Firenzei dóm
A firenzei dóm, olaszul Cattedrale di Santa Maria del Fiore, (jelentése: Liliomos Szűz Mária-székesegyház), a Firenzei főegyházmegye főtemploma. Építését 1296-ban kezdték meg a Medici család kezdeményezésére, a kupolát 1471-ben fejezték be. Felszentelését IV. Jenő pápa végezte 1436. március 25-én. Eredeti, befejezetlen homlokzatát a 16. században lebontották, a ma látható a 19. században (1871–87) készült neogót stílusban. A katedrális ma Olaszország 3. legnagyobb, és a keresztény világ 4. legnagyobb temploma. A világörökség része.

## Építéstörténete

### Előzmények

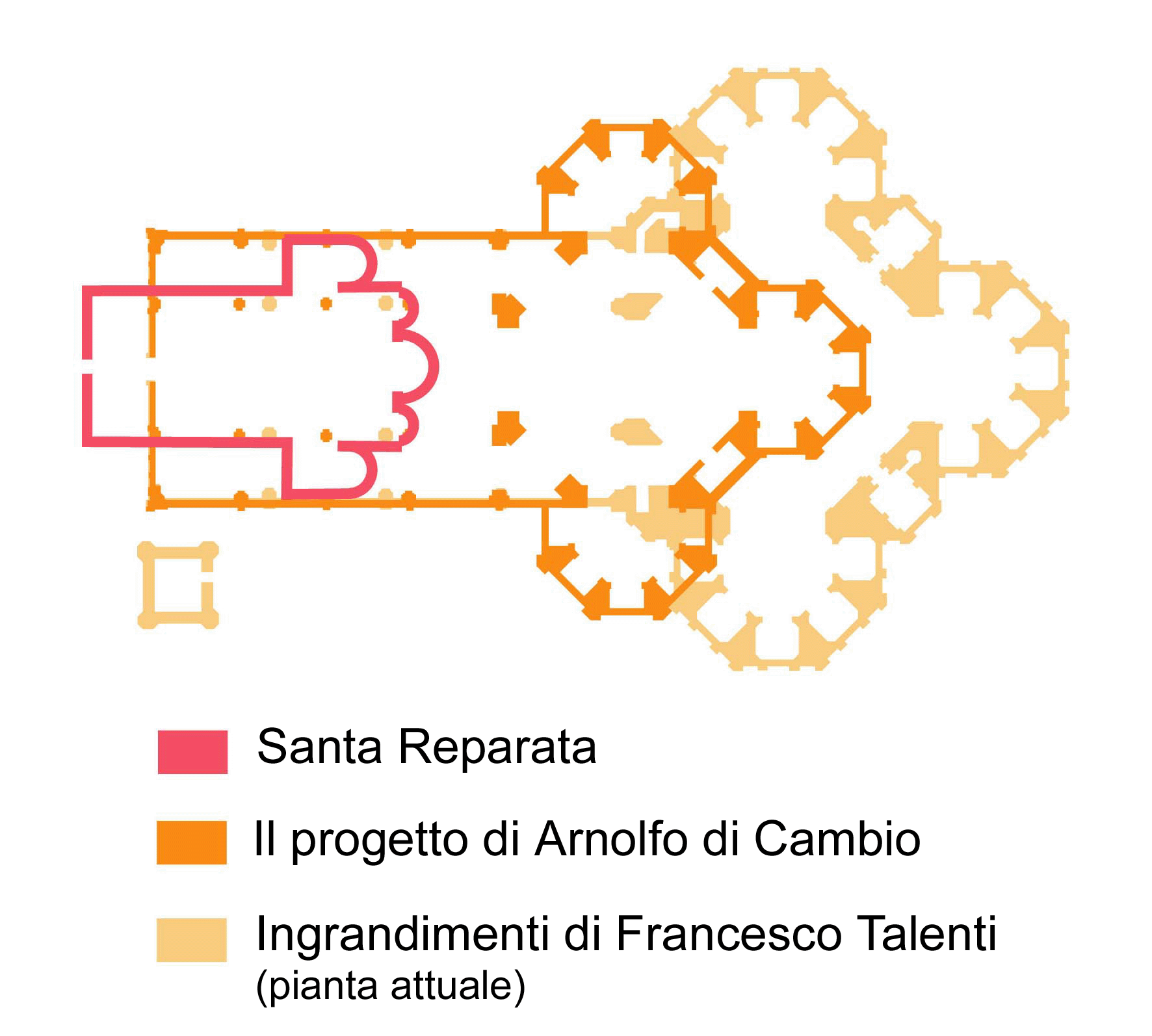
A dóm alaprajza az építés különböző fázisaiban. Piros: A Santa Reparata, narancs: Arnolfo di Cambio terve, világossárga: az átalakított terv, megnövelt méretekkel

A dóm helyén egy korábbi templom, a Santa Reparata állt. A város területének – és így lakosságának – megnövekedésével, valamint a nagypolitika terén elért egyre nagyobb szerepével összhangban a Santa Reparata már nem elégítette ki az igényeket, így 1294-ben néphatározat döntött egy új, Firenze nagyságát kellőképpen reprezentáló templom alapításáról. A dóm építésekor a korábbi templomot csak fokozatosan bontották le, egyes részei még 1375-ig álltak, az alapjai ma is megtekinthetőek a dóm alagsorában. A dómba, hatalmas méretei miatt azonban nemcsak a Santa Reparatát, hanem más, kisebb templomokat és házakat is beleépítettek.

### Az építés kezdete
A dóm terveit Arnolfo di Cambio készítette, ő végezte az építési munkálatok előkészületeit 1296-tól, az alapkőletételre 1299. szeptember 8-án került sor. Amikor Di Cambio pár év múlva elhunyt, a munkálatokat Giotto di Bondone vette át. Az építkezés akkortól megakadt, mivel Giotto elsősorban a harangtorony megépítésére koncentrált. Az ő 1337-es halála után az építkezés 20 évre abbamaradt. Az új, módosított terveket  1367-ben fogadták el. A főhajót 1378-ban, a mellékhajókat 1380-ban fejezték be, a szentély 1421-ben készült el. Giotto után a megbízott építésvezetők Andrea Pisano, majd az ő halála után, 1351-től Francesco Talenti voltak.

### A kupola és a homlokzat
Filippo Brunelleschi 1420-ban átvette a munkát, ekkorra már készen volt a hosszhajó, a boltváll magasságáig a kupolatér. Ő, egy pályázatot megnyerve, a kupolát készítette el, amit 1436-ban szenteltek fel, de a laterna, melyet 1445-ben kezdtek el építeni, csak 1471-ben készült el. Az Arnolfo di Cambio-féle homlokzatot 1587-ben lebontották, a jelenleg látható neogótikus stílusú 1871–1887 között épült, Emilio de Fabris tervei alapján.

## Leírása

### Méretei
A templom 169 m hosszú, 104 m széles, kupolája a laternával 107 m magas, ezzel Olaszország harmadik legnagyobb, a világ negyedik legnagyobb temploma.

### Külseje

#### A kupola
A Brunelleschi által épített kupolát a dóm ékességének tartják, és egyben az építész remekművének. A kupola szerkezetét téglából halszálkamintára rakott boltcikkelyek alkotják, amiket láncok erősítenek egymáshoz. A csúcsíves kettős kupola egy dobon nyugszik, a két héj közzel van elválasztva. Átmérője 45 méter, magassága 91 méter, a tetejét 463 lépcsőt megmászva lehet elérni.
A vastagabb belső héjban 64 rejtett, spirálvonalban felfelé haladó bordát hozott létre, így a kupola szerkezete önhordó lett, nem kellett aláállványozni a teljes építkezés ideje alatt. A kupola belsejét Vasari és Federico Zuccari freskói díszítik, amik 1572–79 között készültek, habár Brunelleschi díszítés nélkülire tervezte. A 19. században, és a 20. század második felében is felmerült az elképzelés, hogy újra fehérre festik. A laterna 107 méterre emeli a dóm magasságát. Szintén Brunelleschi tervezte, kis templom formájúra.

A kupola
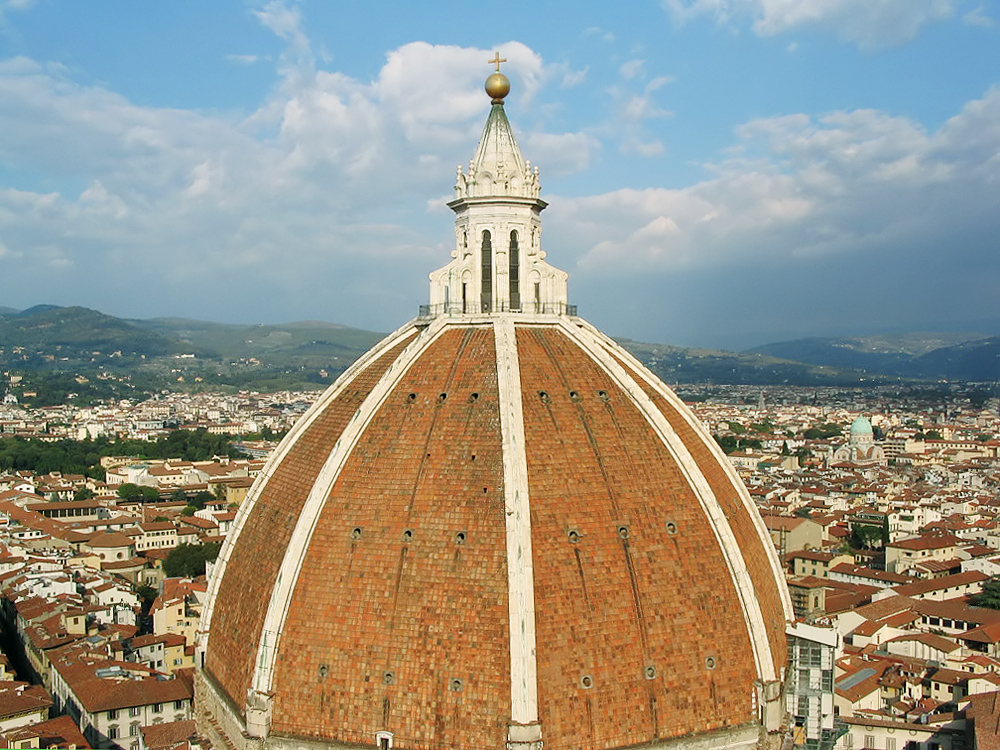
A kupola és a laterna közelről
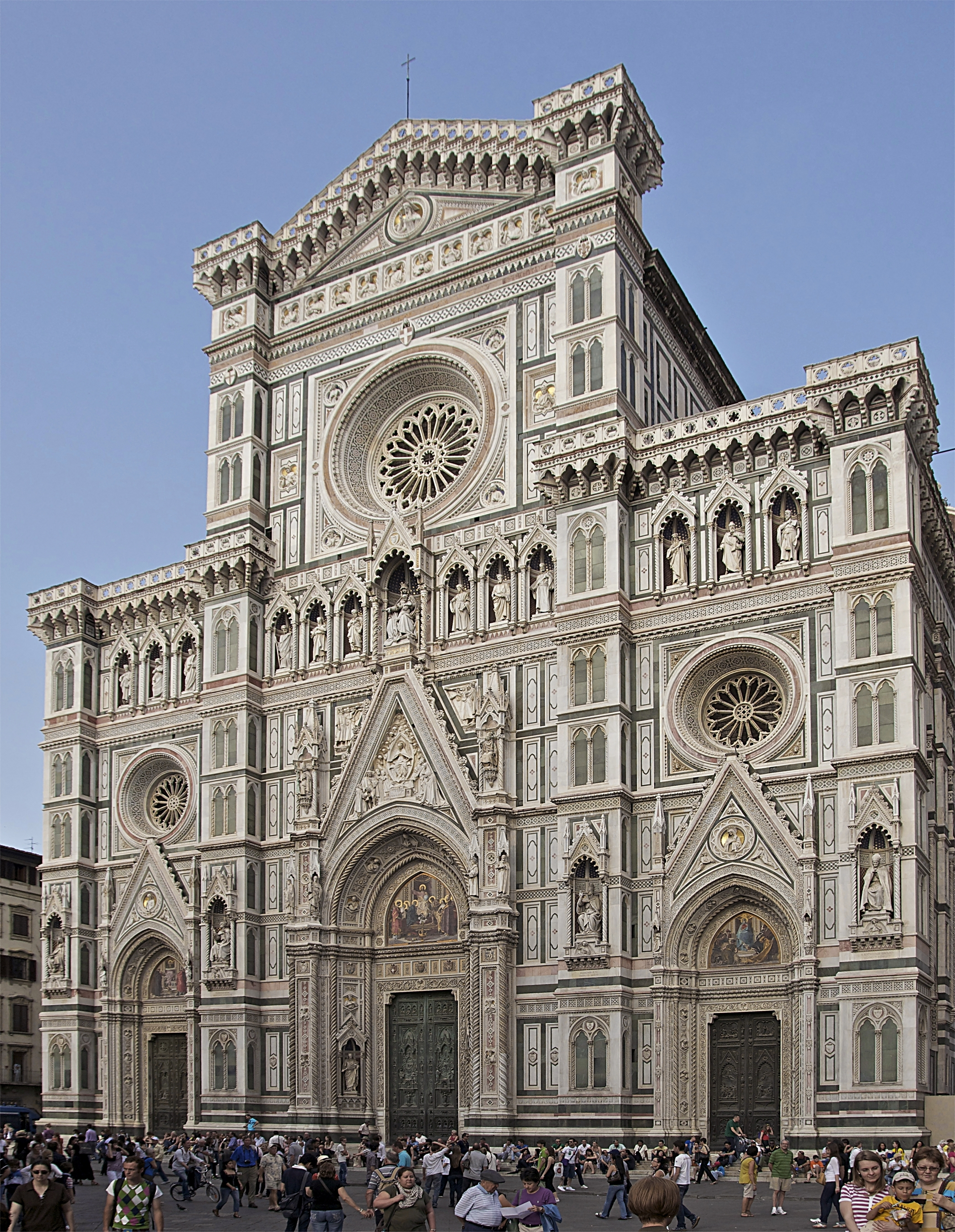
A homlokzat

#### A homlokzat
A dóm eredeti homlokzatát még Di Cambio készítette, de mivel befejezetlenül maradt, 1587-ben lebontották. Mintegy 300 éven át pályázatok és tervek sora készült a homlokzat befejezésre, de csak 1871-ben sikerült az egyiket, Emilio de Fabrisét elfogadniuk. Az új, neogótikus homlokzat 1887-re készült el. A megépítéséhez ugyanolyan carrarai fehér, pratói zöld és maremmai rózsaszín márványt használtak, mint a dóm a többi részéhez.
A homlokzatot Szűz Mária történeteivel díszítették, balról jobbra haladva az Irgalom, A Szűzanya a városi patrónusokkal és a Hit látható a lunettákban, a középső bejárat oromdíszén a Szűzanya dicsfényben látható. A három rozetta közé helyezett fríz fülkéiben az apostolok és Mária szobrai vannak elhelyezve, felül művészek mellszobrai láthatóak. Az egész homlokzatot egy timpanon zárja le, amin középen az Úristent ábrázoló dombormű van elhelyezve.
Az új homlokzat nem mindenki tetszését nyerte el, egyes kritikák szerint „a historizmus jegyében fogant neogótikus, a Dóm visszafogott stílusától idegen, teátrális, hangoskodó homlokzat megalkotása mellett” döntöttek a korabeli döntéshozók. A Museo dell’Opera del Duomo őrzi az új homlokzathoz készített egyéb, de nem nyertes modelleket.

#### A keleti oldal
A dóm keleti oldalán látható a szentély a kápolnákkal, amelyek három apszisban kaptak helyet, mindhármat kupola fedi.

### Belseje
Egyszerű, puritán stílusú, de több gyönyörű festmény és síremlék ékesíti.

#### A kápolnák

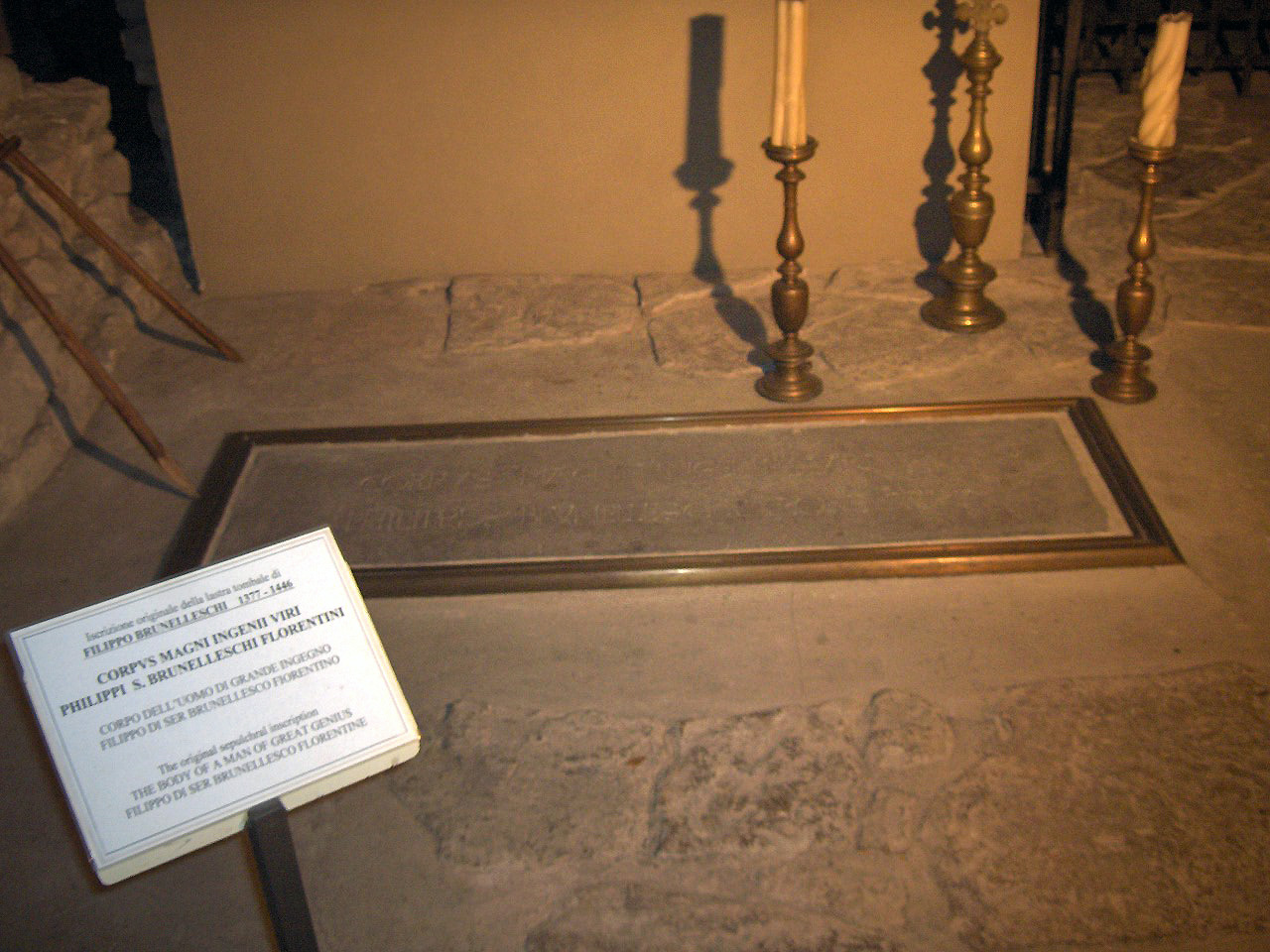
Filippo Brunelleschi sírja a Dómban

A központi kápolnában található például Firenze első püspökének, Szent Zenóbiusznak (Santo Zenobio, alias San Zanobi) a szarkofágja, Lorenzo Ghiberti műve. Ugyanitt az oltár felett látható két terrakotta angyalszobor, Luca della Robbia alkotása. A bal oldali hajóban levő két lovas kép Paolo Uccello és Andrea del Castagno munkája. Lépcső visz le Szent Reparata kriptájába; itt nyugszik Brunelleschi is.
Lorenzo Ghiberti például a firenzei dóm számára készítette azt az (arany) ereklyetartót, amely Szent Zenóbiusz életének jeleneteit ábrázolja.

#### A padló
A dóm márványpadlója a 16. századból származik, mintája labirintusszerű.

## Kapcsolódó épületek
A dómhoz két különálló épület csatlakozik szervesen. Az egyik a harangtorony, amely itáliai szokás szerint különálló épület, a másik a dóm korábbi építőcsarnoka, ahol napjainkban múzeum foglal helyet, gyűjteménye javarészt a dómmal kapcsolatos művekből és egyéb tárgyakból áll.

### A harangtorony
84,7 méter magas, gótikus harangtorony, sötét és világos márványberakással. A köznép ma is Giotto tornyának hívja. A mester 1334. július 9-én látott neki a munkának: 20 rőfnyi (kb. 15,5 m) mély gödröt ástak hozzá, kimerték a kavicsot és vizet a gödörből, majd alját kemény kövekkel borították. Erre került aztán 12 rőfnyi (kb. 9,3 m) tégla és kavics, majd kézzel 8 rőfnyi (kb. 6,5 m) magasságú fal. Ünnepélyes keretek között, Firenze érseke tette le első kövét. A falakat ezután a német gótikát követő stílusban építették tovább. 
A torony építését 1359-ben Andrea Pisano s később Talenti fejezték be. Az alsó szinten ikerablakok, míg a legfelsőn hármasablak található. A faldíszítő elemeket maga Giotto rajzolta meg. A tervek alapján aztán Pisano tette fel a domborműveket. 
A templom felőli oldal domborművei Luca della Robbia alkotásai. 1437–38-ban készített öt márványművet, amelyek figurái az öt szabad művészetet személyesítették meg. 
A felette nyíló fülkék szobrai csak másolatok, eredetijüket a Dóm múzeumában lehet megtekinteni. A torony nyugati oldalát Donatello szobrai, többek közt a híres Zuccone (Habakuk próféta), déli és északi oldalát Giotto és Andrea Pisano szép reliefjei ékesítik.

### A Dóm-múzeum
Az 1891-ben megnyitott Museo dell’Opera del Duomóban őrzik a székesegyházból, a harangtoronyból és a keresztelőkápolnából való régiségeket, többek közt a Luca della Robbiától és Donatellótól származó éneklő-táncoló fiúk és lányok csoportjait s más domborműveket, szobrokat, ötvöstárgyakat. A leghíresebb mű a múzeumban Michelangelo Pietàja (1550).

## Építői, művészei
- Arnolfo di Cambio
- Filippo Brunelleschi
- Baccio Bandinelli
- Tino da Camaino
- Benedetto és Giuliano da Maiano
- Andrea del Castagno
- Luca della Robbia
- Nanni di Banco
- Domenico di Michelino
- Donatello
- Lorenzo Ghiberti
- Davide és Domenico Ghirlandaio
- Michelangelo
- Michelozzo
- Paolo Uccello
- Giorgio Vasari és Federico Zuccari